# Tuyến Gonō

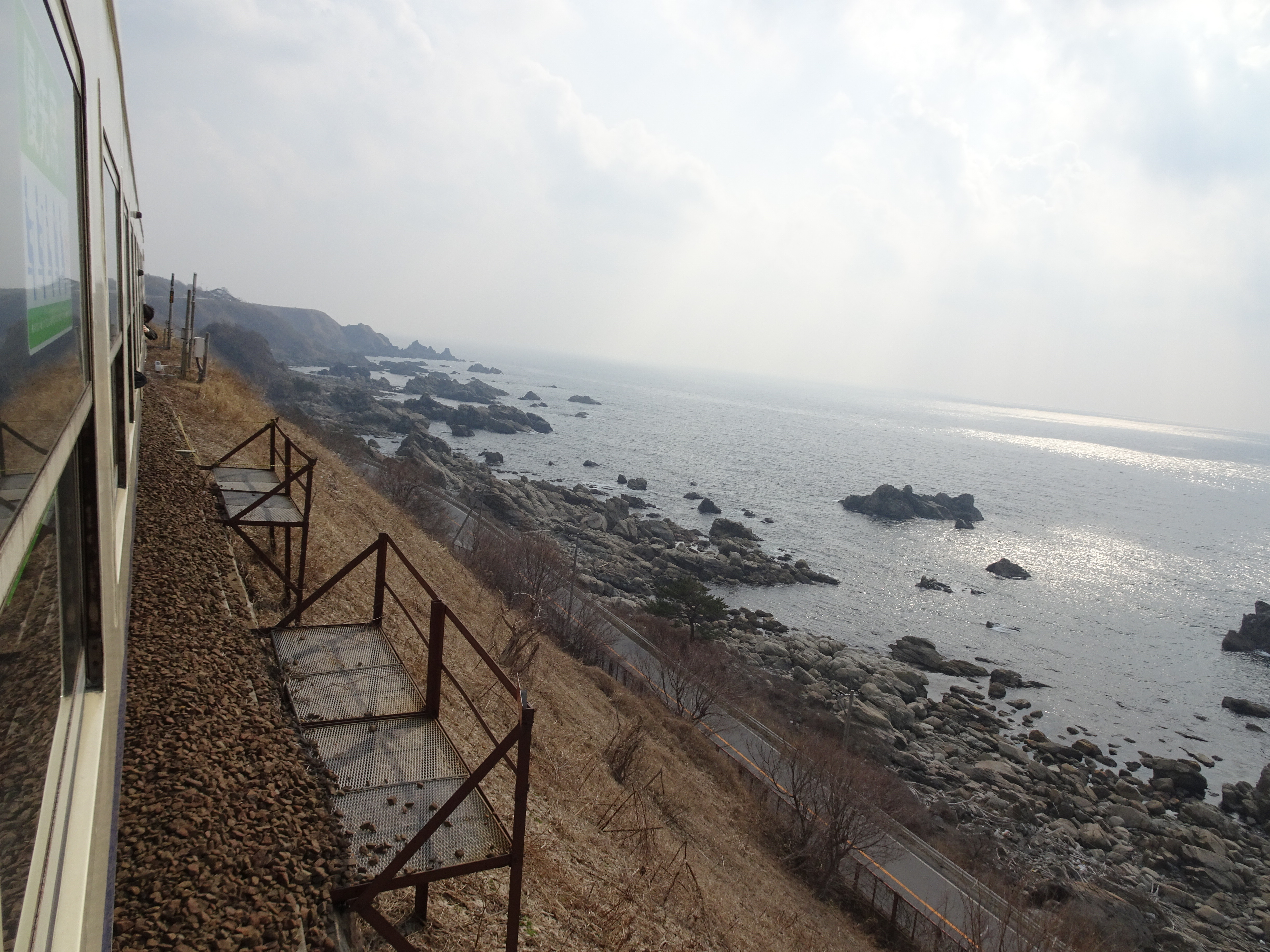
Quang cảnh nhìn từ cửa sổ tàu

Tuyến Gonō (五能線 Gonō-sen) là một tuyến đường sắt ở Nhật Bản, với điểm đầu tại ga Higashi-Noshiro ở tỉnh Akita và kết thúc tại ga Kawabe ở tỉnh Aomori, thuộc vùng Tōhoku, phía bắc của đảo Honshu. Tuyến đường sắt này dài 147,2 km (tương đương 91,5 dặm), chạy dọc theo bờ biển của biển Nhật Bản và có tổng cộng 43 nhà ga. Tuyến Gonō do Công ty Đường sắt Đông Nhật Bản (JR East) vận hành.

## Danh sách nhà ga
- Đối với dịch vụ đường sắt ngắm cảnh, xem thêm trong bài Resort Shirakami.
- Các đoàn tàu có thể tránh nhau tại những nhà ga được đánh dấu bằng ký hiệu "◇", "v", hoặc "^".

| Nhà ga                                                                               | Tiếng Nhật   | Khoảng cách (km) | Khoảng cách (km) |       | Chuyển tuyến                                  |    | Vị trí                         | Vị trí |
| Nhà ga                                                                               | Tiếng Nhật   | Giữa các ga      | Tổng cộng        | Nhanh | Chuyển tuyến                                  |    | Vị trí                         | Vị trí |
| ------------------------------------------------------------------------------------ | ------------ | ---------------- | ---------------- | ----- | --------------------------------------------- | -- | ------------------------------ | ------ |
| Higashi-Noshiro                                                                      | 東能代       | -                | 0.0              | ●     | Tuyến Ōu chính                                | v  | Noshiro                        | Akita  |
| Noshiro                                                                              | 能代         | 3.9              | 3.9              | ●     |                                               | ◇  | Noshiro                        | Akita  |
| Mukai-Noshiro                                                                        | 向能代       | 2.2              | 6.1              | ↑     |                                               | ｜ | Noshiro                        | Akita  |
| Kita-Noshiro                                                                         | 北能代       | 3.2              | 9.3              | ↑     |                                               | ｜ | Noshiro                        | Akita  |
| Torigata                                                                             | 鳥形         | 1.9              | 11.2             | ↑     |                                               | ｜ | Noshiro                        | Akita  |
| Sawame                                                                               | 沢目         | 2.9              | 14.1             | ↑     |                                               | ｜ | Happō, huyện Yamamoto          | Akita  |
| Higashi-Hachimori                                                                    | 東八森       | 3.9              | 18.0             | ↑     |                                               | ｜ | Happō, huyện Yamamoto          | Akita  |
| Hachimori                                                                            | 八森         | 4.7              | 22.7             | ↑     |                                               | ｜ | Happō, huyện Yamamoto          | Akita  |
| Takinoma                                                                             | 滝ノ間       | 1.8              | 24.5             | ↑     |                                               | ｜ | Happō, huyện Yamamoto          | Akita  |
| Akitashirakami                                                                       | あきた白神   | 1.6              | 26.1             | ●     |                                               | ｜ | Happō, huyện Yamamoto          | Akita  |
| Iwadate                                                                              | 岩館         | 3.0              | 29.1             | ●     |                                               | ◇  | Happō, huyện Yamamoto          | Akita  |
| Ōmagoshi                                                                             | 大間越       | 10.8             | 39.9             | ↑     |                                               | ｜ | Fukaura, huyện Nishitsugaru    | Aomori |
| Shirakamidaketozanguchi                                                              | 白神岳登山口 | 2.4              | 42.3             | ↑     |                                               | ｜ | Fukaura, huyện Nishitsugaru    | Aomori |
| Matsukami                                                                            | 松神         | 2.4              | 44.7             | ↑     |                                               | ｜ | Fukaura, huyện Nishitsugaru    | Aomori |
| Jūniko                                                                               | 十二湖       | 1.9              | 46.6             | ●     |                                               | ｜ | Fukaura, huyện Nishitsugaru    | Aomori |
| Mutsu-Iwasaki                                                                        | 陸奥岩崎     | 4.3              | 50.9             | ↑     |                                               | ｜ | Fukaura, huyện Nishitsugaru    | Aomori |
| Mutsu-Sawabe                                                                         | 陸奥沢辺     | 2.7              | 53.6             | ↑     |                                               | ｜ | Fukaura, huyện Nishitsugaru    | Aomori |
| WeSPa-Tsubakiyama                                                                    | ウェスパ椿山 | 2.4              | 56.0             | ●     |                                               | ｜ | Fukaura, huyện Nishitsugaru    | Aomori |
| Henashi                                                                              | 艫作         | 1.9              | 57.9             | ↑     |                                               | ｜ | Fukaura, huyện Nishitsugaru    | Aomori |
| Yokoiso                                                                              | 横磯         | 3.5              | 61.4             | ↑     |                                               | ｜ | Fukaura, huyện Nishitsugaru    | Aomori |
| Fukaura                                                                              | 深浦         | 5.5              | 66.9             | ●     |                                               | ◇  | Fukaura, huyện Nishitsugaru    | Aomori |
| Hiroto                                                                               | 広戸         | 3.9              | 70.8             | ↑     |                                               | ｜ | Fukaura, huyện Nishitsugaru    | Aomori |
| Oirase                                                                               | 追良瀬       | 2.1              | 72.9             | ↑     |                                               | ｜ | Fukaura, huyện Nishitsugaru    | Aomori |
| Todoroki                                                                             | 驫木         | 3.1              | 76.0             | ↑     |                                               | ｜ | Fukaura, huyện Nishitsugaru    | Aomori |
| Kasose                                                                               | 風合瀬       | 3.0              | 79.0             | ↑     |                                               | ｜ | Fukaura, huyện Nishitsugaru    | Aomori |
| Ōdose                                                                                | 大戸瀬       | 4.9              | 83.9             | ↑     |                                               | ｜ | Fukaura, huyện Nishitsugaru    | Aomori |
| Senjōjiki                                                                            | 千畳敷       | 2.1              | 86.0             | ●     |                                               | ｜ | Fukaura, huyện Nishitsugaru    | Aomori |
| Kita-Kanegasawa                                                                      | 北金ヶ沢     | 4.6              | 90.6             | ●     |                                               | ◇  | Fukaura, huyện Nishitsugaru    | Aomori |
| Mutsu-Yanagita                                                                       | 陸奥柳田     | 2.7              | 93.3             | ↑     |                                               | ｜ | Fukaura, huyện Nishitsugaru    | Aomori |
| Mutsu-Akaishi                                                                        | 陸奥赤石     | 4.1              | 97.4             | ↑     |                                               | ｜ | Ajigasawa, huyện Nishitsugaru  | Aomori |
| Ajigasawa                                                                            | 鰺ヶ沢       | 6.4              | 103.8            | ●     |                                               | ◇  | Ajigasawa, huyện Nishitsugaru  | Aomori |
| Narusawa                                                                             | 鳴沢         | 4.5              | 108.3            | ●     |                                               | ｜ | Ajigasawa, huyện Nishitsugaru  | Aomori |
| Koshimizu                                                                            | 越水         | 2.7              | 111.0            | ●     |                                               | ｜ | Tsugaru                        | Aomori |
| Mutsu-Morita                                                                         | 陸奥森田     | 3.4              | 114.5            | ●     |                                               | ｜ | Tsugaru                        | Aomori |
| Nakata                                                                               | 中田         | 2.4              | 116.9            | ●     |                                               | ｜ | Tsugaru                        | Aomori |
| Kizukuri                                                                             | 木造         | 2.6              | 119.5            | ●     |                                               | ｜ | Tsugaru                        | Aomori |
| Goshogawara                                                                          | 五所川原     | 5.2              | 125.7            | ●     | Tuyến đường sắt Tsugaru (Tsugara-Goshogawara) | ◇  | Goshogawara                    | Aomori |
| Mutsu-Tsuruda                                                                        | 陸奥鶴田     | 6.0              | 131.7            | ●     |                                               | ｜ | Tsuruta, huyện Kitatsugaru     | Aomori |
| Tsurudomari                                                                          | 鶴泊         | 2.4              | 134.1            | ●     |                                               | ｜ | Tsuruta, huyện Kitatsugaru     | Aomori |
| Itayanagi                                                                            | 板柳         | 4.8              | 138.9            | ●     |                                               | ◇  | Itayanagi, huyện Kitatsugaru   | Aomori |
| Hayashizaki                                                                          | 林崎         | 3.0              | 141.9            | ●     |                                               | ｜ | Fujisaki, huyện Minamitsugaru  | Aomori |
| Fujisaki                                                                             | 藤崎         | 2.8              | 144.7            | ●     |                                               | ｜ | Fujisaki, huyện Minamitsugaru  | Aomori |
| Kawabe                                                                               | 川部         | 2.5              | 147.2            | ●     | Tuyến Ōu chính                                | ^  | Inakadate, huyện Minamitsugaru | Aomori |
| Hầu hết các chuyến tàu đều có dịch vụ chạy tiếp đến ga Hirosaki trên tuyến Ōu chính. |              |                  |                  |       |                                               |    |                                |        |

## Đầu máy toa xe

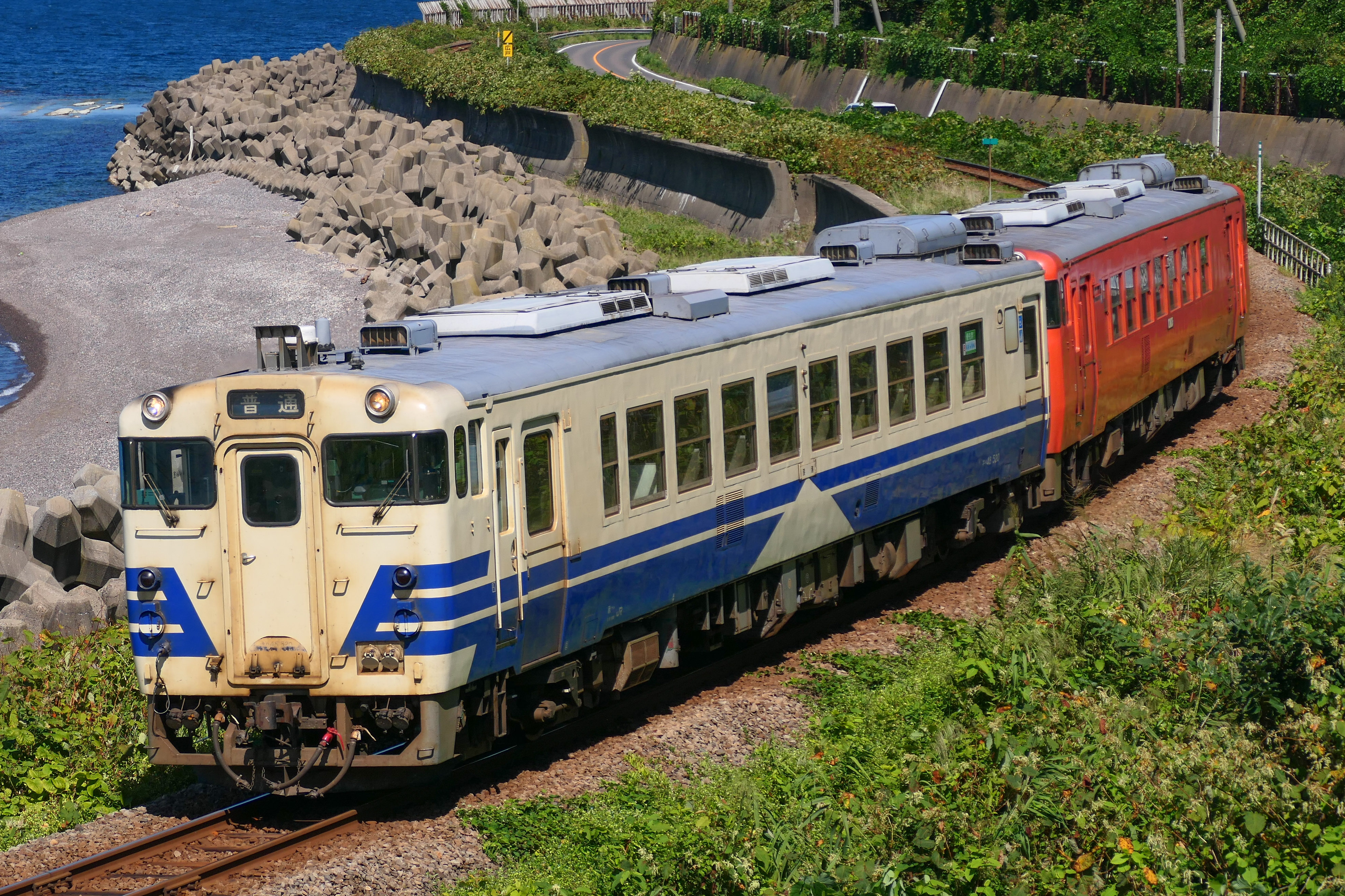
Dòng Kiha 40
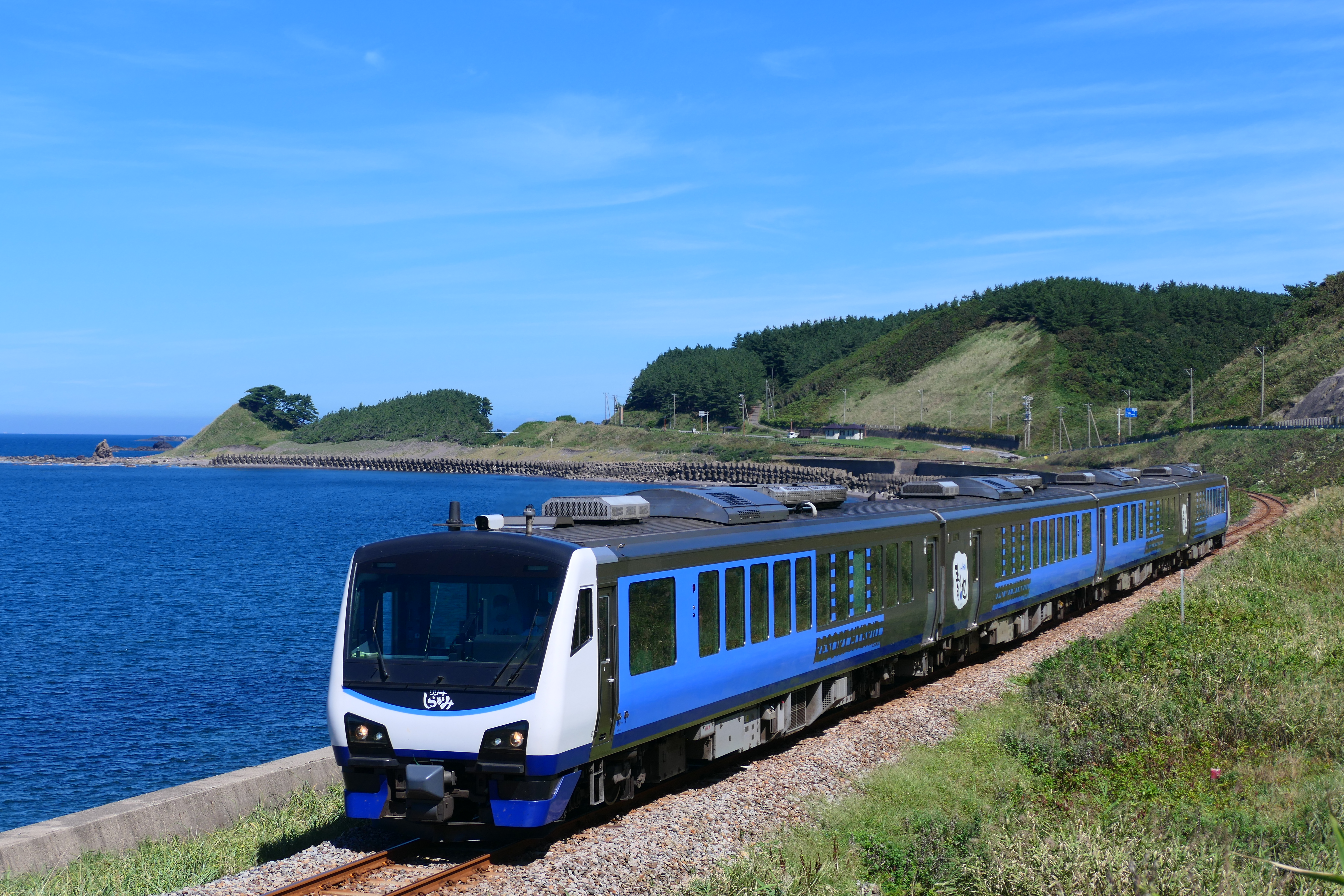
Dòng HB-E300 "Resort Shirakami"
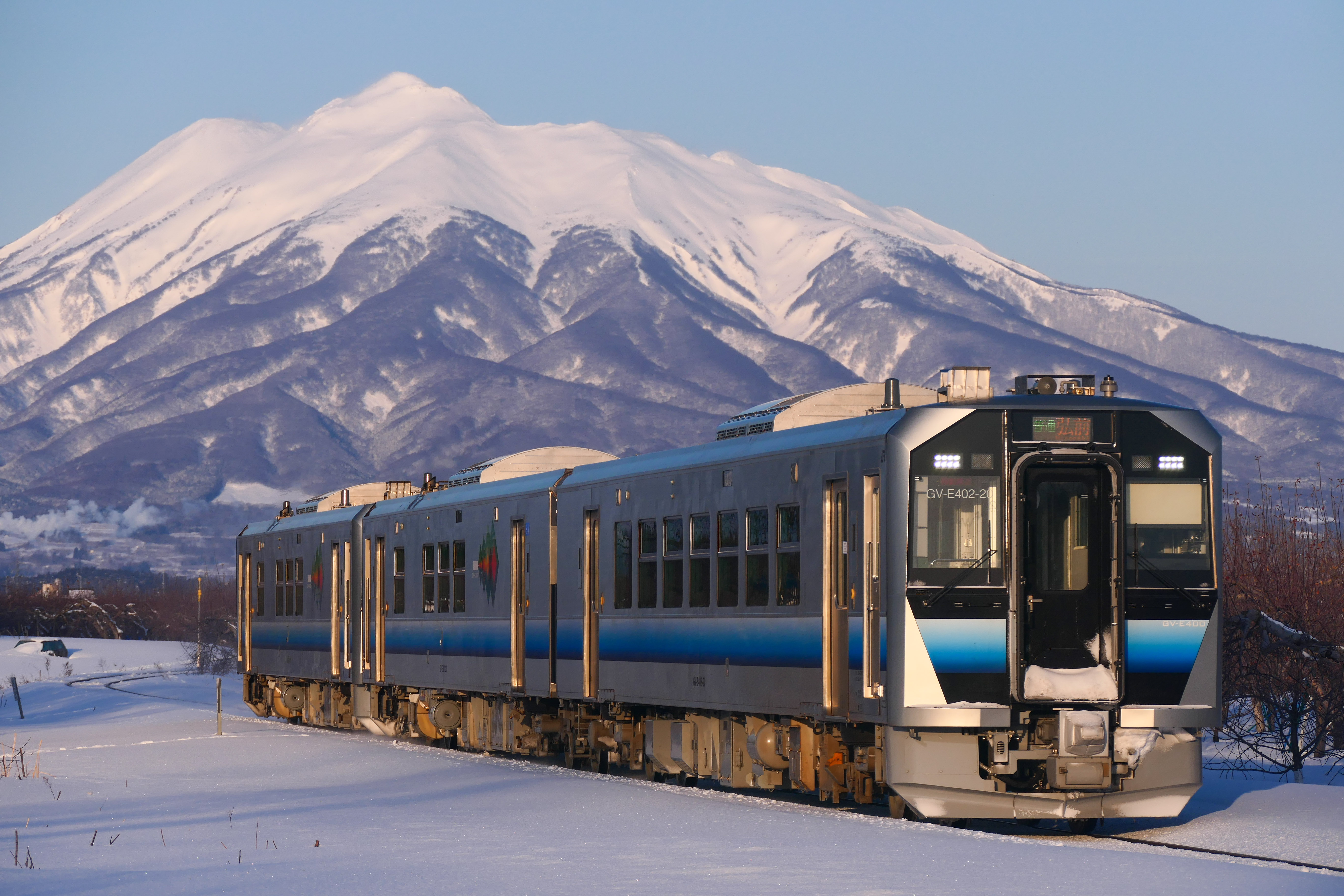
Dòng GV-E400

- DMU dòng KiHa 40
- DMU dòng HB-E300
- DMU dòng GV-E400

## Lịch sử
Vào năm 1908, đoạn đầu tiên của tuyến Gonō được mở bởi Đường sắt Chính phủ Nhật Bản (JGR) với điểm đầu từ ga Higashi-Noshiro tới điểm cuối tại ga Noshiro. Cho đến ngày 12 tháng 10 năm 1909, khi này tất cả các tuyến đường sắt thuộc sự quản lý của JGR được đặt tên chính thức, tuyến đường ngắn này được đặt tên là tuyến Noshiro (能代線 Noshiro-sen). Đến năm 1926, tuyến được mở rộng đến Iwadate và tuyến tiếp tục được mở rộng với điểm cuối tại ga Mutsu-Iwasaki vào năm 1932.
Đường sắt Mutsu (陸奥鉄道 Mutsu-tetsudō), một công ty đường sắt tư nhân bắt đầu đi vào hoạt động từ ngày 25 tháng 9 năm 1918 với tuyến đường sắt kết nối giữa ga Kawabe với ga Goshogawara. Sau đó, tuyến này được mở rộng đến ga Mutsu-Morita vào ngày 21 tháng 10 năm 1924, phần mở rộng này được đặt tên là Tuyến Goshogawara (五所川原線 Goshogawara-sen). Đến ngày 15 tháng 5 năm 1925, tuyến tiếp tục được mở rộng đến Ajigasawa. Năm 1927, công ty đường sắt Mutsu được quốc hữu hóa và sát nhập tuyến Goshogawara vào mạng lưới đường sắt quốc gia. Khi này, tuyến được tiếp tục mở rộng đến ga Mutsu-Akaishi vào ngày 26 tháng 11 năm 1929 và chính thức kết nối với tuyến Gonō vào ngày 30 tháng 7 năm 1936. Từ thời điểm đó, toàn bộ tuyến đường được đổi tên thành tuyến Gonō như hiện nay.
Hệ thống điều độ tập trung (CTC) được lắp đặt vào năm 1986. Với việc tư nhân hóa Đường sắt Quốc gia Nhật Bản (với tiền thân là JGR) vào ngày 1 tháng 4 năm 1987, tuyến Gonō được đặt dưới sự quản lý của Công ty Đường sắt Đông Nhật Bản (JR East).